# Ducetia maculosa
Ducetia maculosa är en insektsart som beskrevs av Krauss 1903. Ducetia maculosa ingår i släktet Ducetia och familjen vårtbitare. Inga underarter finns listade i Catalogue of Life.